# Lobby araboamericana
Con il termine lobby araboamericana (o semplicemente lobby araba) si suole generalmente indicare l'insieme dei collettivi lobbistici legati tra loro dal comune interesse di favorire i diritti e le condizioni di vita degli araboamericani negli Stati Uniti e i rapporti tra il governo e l'opinione pubblica americana con il mondo arabo.

## Origini
Si parlò per la prima volta di lobby araba negli anni '50, quando Isaiah L. Kenen, fondatore della AZCPA (in seguito divenuta AIPAC), scrisse della presenza di un "complesso petroldiplomatico" cui sarebbero appartenuti missionari, diplomatici e industriali del petrolio.
Nel 1951, re Sa'ud dell'Arabia Saudita chiese ai diplomatici statunitensi di finanziare una lobby proaraba nell'interesse di contrastare l'AZCPA.
Il primo importante gruppo d'interesse fu comunque il National Association of Arab-Americans (NAAA), fondato nel 1972, impegnato in materia di e ufficialmente dedicato a "favorire le relazioni tra Stati Uniti con i paesi arabi, al fine di promuovere una politica americana imparziale basata sulla giustizie e la pace per ogni regione del Medio Oriente". Nello stesso periodo si assistette però a un crescendo di sentimenti antiarabi alla luce dell'intensificarsi del conflitto araboisraeliano, il quale portò tra l'altro a una brusca crisi energetica. Aumentarono così le indagini governative, ordini esecutivi e disposizioni legislative per combattere il terrorismo. La risposta della comunità araba a queste azioni del governo americano fu la nascita di nuove organizzazioni paralobbistiche come: Association of Arab-American University Graduates, American-Arab Anti-Discrimination Committee e Arab American Institute.

## Influenza decisionale
Mitchell Bard della Jewish Virtual Library ha scritto che "dall'inizio, la lobby araba ha dovuto affrontare non solo una situazione di svantaggio nella politica elettorale, ma anche nell'organizzazione". Gli accademici Ali A. Mazrui e Nabeel A. Khoury hanno invece parlato di una inesistenza virtuale di una lobby araba negli Stati Uniti.
In contrasto alle dichiarazioni affermanti la presenza di una lobby araba, James Zogby dell'Arab American Institute ha negato l'esistenza di un gruppo d'interesse araboamericano impegnato in campo di relazioni proarabe. Secondo Zogby, "la realtà è che gli araboamericani stanno emergendo come gruppo politico", proseguendo con un paragone tra le lobby arabe e quelle ebraiche: "Ci sono molte lobby arabe. Ogni governo arabo assume lobbisti per fare il loro lavoro. Ma noi araboamericano non siamo una lobby araba. Credo che una cosa interessante della comunità ebraica sia che il loro sostegno al governo di Israele li ha portati a stretto contatto con una parte di ebrei americani coesi su certe idee, temi ed interessi, il che ha portato alla creazione di una lobby israeliana".
Secondi i ricercatori Sherri Replogle e Khalil Marrar, la "lobby araba impallidisce davanti alle lobby proisraeliane" ma comunque ha l'opportunità di manifestarsi come ponte tra i due Stati (Israele e Palestina) per la realizzazione di una nazione palestinese.